# Marianna Sankiewicz-Budzyńska

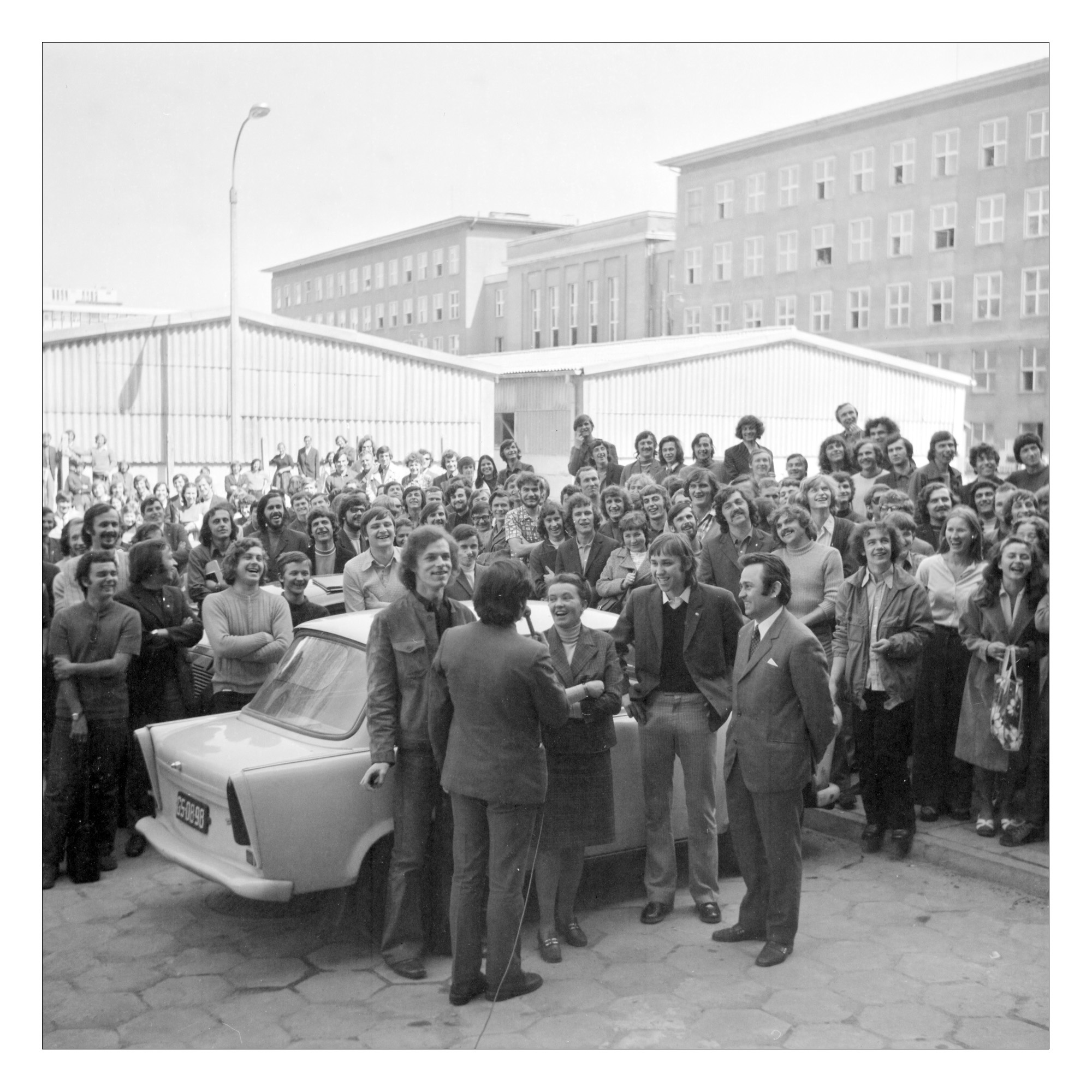
Marianna Sankiewicz-Budzyńska (na pierwszym planie w środku) w maju 1973

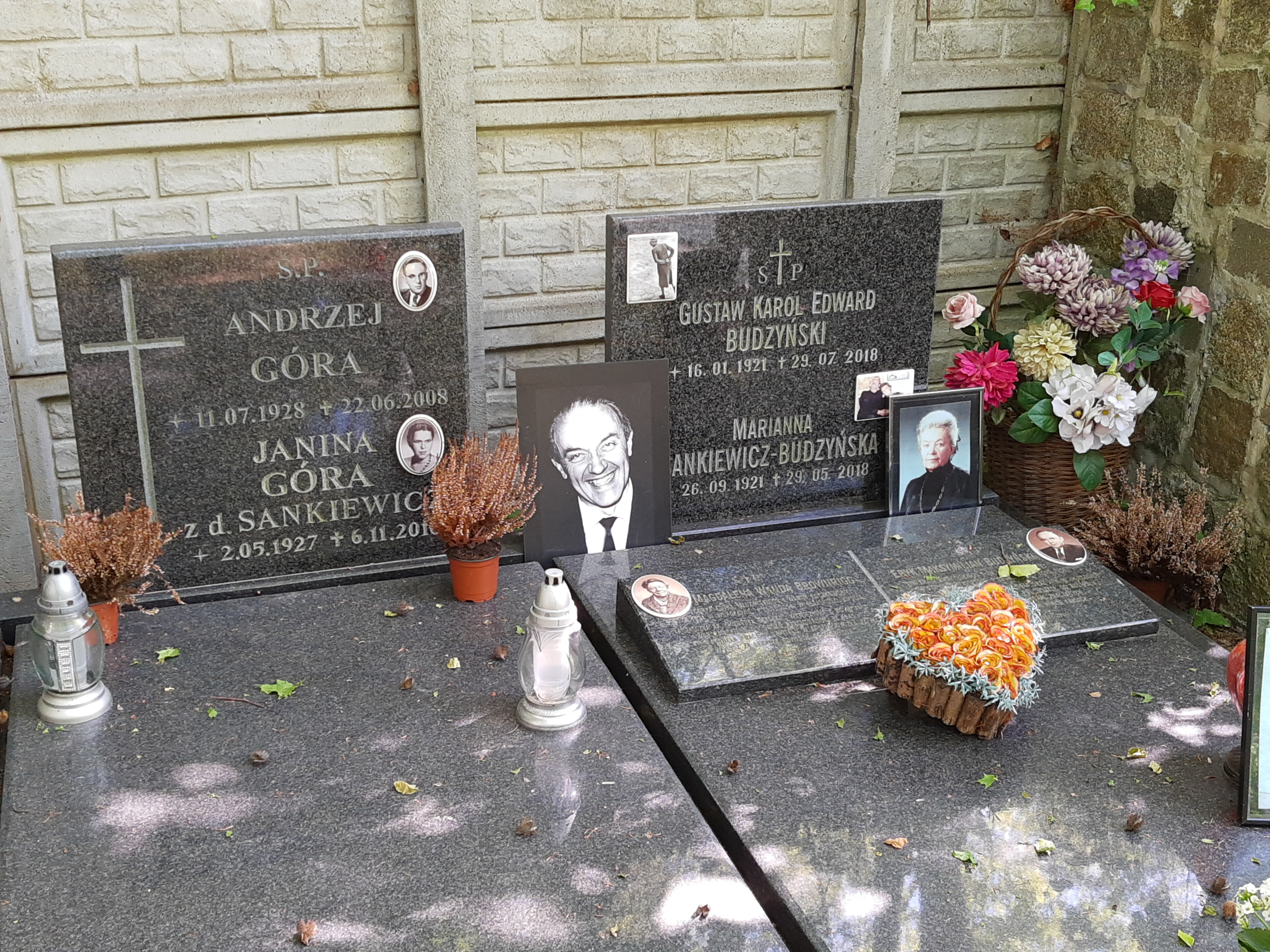
Grób Marianny Sankiewicz-Budzyńskiej na cmentarzu Srebrzysko

Marianna Sankiewicz-Budzyńska (ur. 26 września 1921 w Przerośli, zm. 29 maja 2018 w Gdańsku) – polska inżynier elektronik, wykładowczyni akademicka, organizatorka działalności naukowej i kształcenia.

## Życiorys
Córka Kazimierza i Marianny. W 1939 zdała maturę w Państwowym Liceum i Gimnazjum Żeńskim im. Marii Konopnickiej w Suwałkach. Była członkinią Związku Harcerstwa Polskiego. Od 1942 była żołnierzem Okręgu Wilno Armii Krajowej. W czerwcu tego samego roku została wywieziona na roboty przymusowe. Podjęła współpracę z tajną polską organizacją jeniecką w Stalagu II B Hammerstein, w 1944 została zatrzymana, była następnie więziona w Szczecinie.
W 1945 została zatrudniona w Polskim Radiu w Warszawie, a następnie w tym samym roku w Radiu Gdańsk. W 1950 ukończyła studia na Wydziale Elektrycznym Politechniki Gdańskiej, dwa lata później podjęła pracę w Katedrze Urządzeń Radionadawczych na Wydziale Łączności tej uczelni. Wykładała następnie w Katedrze Radiokomunikacji, zorganizowała pracownię elektrofonii, a w 1968 doprowadziła do powstania Zakładu Elektrofonii. W 1968 na podstawie pracy Opór ujemny opornościowo-stabilny uzyskała stopień naukowy doktora. Od 1970 pracowała na stanowisku docenta. Przez kilkanaście lat pełniła funkcję prodziekana na Wydziałach Łączności i Elektroniki. W 1981 jako pierwsza kobieta w historii Politechniki Gdańskiej została wybrana na prorektora ds. kształcenia.
W pracy naukowej specjalizowała się w zagadnieniach związanych z elektroniką i elektroakustyką. Była członkinią Komitetu Akustyki Polskiej Akademii Nauk. Działała również w Polskim Towarzystwie Akustycznym. W 1992 przeszła na emeryturę. Rok wcześniej organizowała polską sekcję Audio Engineering Society, której została przewodniczącą. W 1995 wybrano ją na wiceprzewodniczącą tego towarzystwa naukowego.
W środowiskach studenckich ceniono ją za podejście do procesu kształcenia. W okresie stanu wojennego zaangażowała się w udzielanie pomocy i wsparcia studentom związanym z opozycją.
Od 1956 była żoną Gustawa Budzyńskiego.
Została pochowana na cmentarzu Srebrzysko w Gdańsku (rejon I, groby rodzinne B).

## Odznaczenia i wyróżnienia
- Krzyż Komandorski Orderu Odrodzenia Polski (2011)[11]
- Krzyż Kawalerski Orderu Odrodzenia Polski (1973)[3]
- Srebrny Krzyż Zasługi (1965)[3]
- Medal 40-lecia Polski Ludowej (1984)[3]
- Medal 30-lecia Polski Ludowej (1974)[3]
- Medal 10-lecia Polski Ludowej (1955)[3]
- Medal Komisji Edukacji Narodowej (1977)[3]
- Medal Księcia Mściwoja II (2004)[12]
- Odznaka honorowa „Zasłużonym Ziemi Gdańskiej” (1965)[3]
- Medal „Zasłużeni w Historii Miasta Gdańska” (2015)[13]

## Upamiętnienie
W 2011 opublikowano poświęcone jej wspomnienia wychowanków w publikacji Marianna Sankiewicz: dała nam skrzydła…, wydanej przez Wydawnictwo Politechniki Gdańskiej. W 2019 została patronem audytorium nr 2 na Wydziale Elektroniki, Telekomunikacji i Informatyki Politechniki Gdańskiej.
Postaci Marianny Sankiewicz-Budzyńskiej została poświęcona fabularyzowana biografia Zielony atrament z 2024 w reżyserii Pawła Wyszomirskiego, a także audycja z cyklu Eureka w Polskim Radiu Program I.